# Andrei Schewtschuk
Andrei Schewtschuk (russisch Андрей Шевчук, engl. Transkription Andrey Shevchuk; * 8. März 1970) ist ein ehemaliger russischer Speerwerfer.
1989 wurde er, für die Sowjetunion antretend, Dritter bei den Leichtathletik-Junioreneuropameisterschaften. Bei den Olympischen Spielen 1992 in Barcelona wurde er als Repräsentant des Vereinten Teams Achter.
Seine persönliche Bestweite von 85,70 m stellte er am 1. Juni 1993 in Bratislava auf.
1994 gewann er, nun für Russland startend, bei den Goodwill Games Gold, schied aber bei den Leichtathletik-Europameisterschaften in Helsinki in der Qualifikation aus.
Andrei Schewtschuk ist 1,87 Meter groß und wog zu seiner aktiven Zeit 91 kg.